# Циммерман, Херберт
Хе́рберт Ци́ммерман (нем. Herbert Zimmermann; 1 июля 1954) — немецкий футболист, играл на позиции защитника.

## Карьера
Херберт начинал свою карьеру в «Баварии» на позиции нападающего, но никак не мог пробиться в основной состав команды. Дебют в Бундеслиге состоялся 24 марта 1973 года в матче против «Штутгарта», завершившемся победой баварцев со счётом 5:1. Херберт вышел на поле после перерыва, заменив при этом Франца Краутаузена. Всего за два сезона в мюнхенском клубе, он провёл два матча.
В 1974 году к нему с предложением поиграть обратился «Кёльн». Херберт был согласен, настало время что-то менять. Но заиграть в «Кёльне» Херберт смог только перейдя на позицию защитника. Когда несколько игроков обороны выбыли из-за травм, тренер Кёльна, Златко Чайковский, решил попробовать его на позиции защитника. И Херберт не подкачал. Следующий тренер «козлов», Хеннес Вайсвайлер, очень умело этим воспользовался; при нём Циммерман по-настоящему раскрылся. Всего за «Кёльн» Херберт сыграл 202 матча и забил в них 22 мяча, выигрывал кубок и чемпионат Германии.

## Карьера в сборной
В сборной Германии Херберт дебютировал 6 октября 1976 года в гостевом товарищеском матче с командой Уэльса, завершившемся победой немцев со счётом 2:0. Херберт вышел в основном составе и после перерыва был заменён на Ханс-Георга Шварценбека.
Принимал участие в чемпионате мира 1978 года. Был в заявке на чемпионат Европы 1980 года, но на поле не появлялся, что, впрочем, не помешало ему получить золотую медаль, завоёванную сборной.

## Достижения
Сборная Германии
- Чемпион Европы 1980 года

«Бавария»
- Чемпион Германии: 1972/73, 1973/74

«Кёльн»
- Чемпион Германии: 1977/78
- Серебряный призёр чемпионата Германии: 1981/82
- Победитель Кубка Германии: 1976/77, 1977/78, 1982/83
- Финалист Кубка Германии: 1979/80

## Статистика выступлений
| Сезон     | Команда | Лига       | Матчи | Голы |
| --------- | ------- | ---------- | ----- | ---- |
| 1972/73   | Бавария | Бундеслига | 1     | 0    |
| 1973/74   | Бавария | Бундеслига | 1     | 0    |
| 1974/75   | Кёльн   | Бундеслига | 15    | 1    |
| 1975/76   | Кёльн   | Бундеслига | 13    | 2    |
| 1976/77   | Кёльн   | Бундеслига | 30    | 2    |
| 1977/78   | Кёльн   | Бундеслига | 32    | 2    |
| 1978/79   | Кёльн   | Бундеслига | 33    | 8    |
| 1979/80   | Кёльн   | Бундеслига | 31    | 2    |
| 1980/81   | Кёльн   | Бундеслига | 10    | 0    |
| 1981/82   | Кёльн   | Бундеслига | 0     | 0    |
| 1982/83   | Кёльн   | Бундеслига | 26    | 5    |
| 1983/84   | Кёльн   | Бундеслига | 12    | 0    |
| 1972—1984 | Итого   | Везде      | 204   | 22   |